# Widowmaker (britská hudební skupina)
Widowmaker byla anglická hard rocková skupina, založená v roce 1975. Nejznámější hudebníci, kteří v této skupině hrály jsou Bob Daisley (člen Mungo Jerry a Black Sabbath), Huw Lloyd-Langton (člen Hawkwind) a Luther Grosvenor (člen Spooky Tooth a Mott the Hoople).

## Diskografie
- 1976: Widowmaker
- 1977: Too Late to Cry